# Стігфоссен
Стигфоссен  (норв. Stigfossen) — один з найпопулярніших водоспадів Норвегії через те, що поряд з ними побудовані знамениті «Сходи тролів». Його висота становить 239 метрів, а ширина 18 метрів. Водоспад бере свій початок з річки Істра. Кількість каскадів становить 7, а середні витрати води становлять 2 метри кубічних на секунду.